# Lacera sublineata
Lacera sublineata là một loài bướm đêm trong họ Erebidae.